# Niedzwedzkia semiretschenskia
Niedzwedzkia semiretschenskia là một loài thực vật có hoa trong họ Chùm ớt. Loài này được B. Fedtsch. mô tả khoa học đầu tiên.